# Силумін

Фазова діаграма системи Al-Si

Силумі́ни (лат. Silicium — кремній, та лат. Aluminium — алюміній) — загальна назва ливарних сплавів на основі алюмінію з кремнієм. Їх використовують у різних галузях промисловості. Належить до групи легких ливарних сплавів алюмінію (основа) з кремнієм (вище 4,2%Si, в деяких марках до 26%) та деякими іншими елементами, якими легують силумін залежно від бажаного поєднання технологічних та експлуатаційних властивостей: мідь, марганець, магній, цинк, титан, берилій. Найпоширеніші сплави Al—Si, Al—Si—Mg (АК12, АК9ч, АК9пч, АК7ч, АК7пч, АК8л, АК9, АК7), вони вирізняються добрими технологічними властивостями.

## Властивості
Перевагами силумінів є їхня підвищена корозійна стійкість у вологому і морському середовищах, добра протидія кислотам, легкість, дешевизна, хороші ливарні властивості: гарна плинність, мала усадка. Недоліком сплавів є крихкість. У подвійних (Al—Si) силумінах зі збільшенням вмісту кремнію знижується пластичність і підвищується міцність.
Силуміни поступаються за механічними властивостями ливарним сплавам на основі системи Al(алюміній) — Cu(мідь).

## Застосування
Використовуються для виготовлення литтям деталей складної конфігурації головним чином у авто- (блоки та головки блоків циліндрів), авіа- та суднобудуванні, хімічному машинобудуванні.
Також використовується у виробництві кульових кранів та змішувачів для води, що дає змогу здешевити ці вироби порівняно з латунними аналогами.
Сплави з пониженим вмістом свинцю, цинку, берилію відносяться до харчових і застосовуються у виробництві литого посуду.